# Hébertisme
Hébertisme, ook bekend als de Methode Naturelle (Natuurlijke Methode), is een sport- en trainingsfilosofie, ontwikkeld door de Franse marineofficier Georges Hébert (1875–1957). De leer is gebaseerd op het idee van natuurlijke lichaamsbeweging in een natuurlijke omgeving, en combineert fysieke training met morele en sociale waarden. Hébertisme wordt vaak geassocieerd met parcours in openlucht, vergelijkbaar met moderne obstakelparcoursen of militaire fitness.

## Geschiedenis
Georges Hébert ontwikkelde zijn methode aan het begin van de 20e eeuw. Tijdens zijn dienst als officier in de Franse marine observeerde hij hoe mensen in inheemse culturen zich vrij en vaardig bewogen zonder formele training. Geïnspireerd hierdoor stelde hij een systeem samen dat fysieke ontwikkeling koppelt aan morele opvoeding. Zijn motto was: Être fort pour être utile (‘Sterk zijn om nuttig te zijn’).
In 1913 publiceerde Hébert zijn ideeën in het boek La Méthode Naturelle, waarin hij pleitte voor een training die tien basisvormen van beweging combineert, uitgevoerd in de buitenlucht en op blote voeten.

## Bewegingen en oefeningen
De Methode Naturelle bestaat uit tien fundamentele bewegingscategorieën:
1. Wandelen
2. Lopen
3. Springen
4. Kruipen
5. Klimmen
6. Evenwichtsoefeningen
7. Tillen en dragen
8. Werptechnieken
9. Zwemmen
10. Zelfverdediging (of vechten)

De oefeningen worden in circuitvorm uitgevoerd, vaak op een parcours met natuurlijke of kunstmatige obstakels. De bedoeling is het lichaam volledig en functioneel te trainen.

## Invloed en moderne toepassingen
Hébertisme wordt beschouwd als een voorloper van zowel parkour als militaire obstacle runs. Veel militaire trainingsparcoursen in Europa zijn gebaseerd op de principes van Georges Hébert. In België en Frankrijk bestaan er nog steeds ‘parcours Hébert’, openluchtparcours met houten obstakels waar mensen vrij of onder begeleiding kunnen trainen.
Er bestaan ook Hébertismeclubs, vaak verbonden aan jeugdorganisaties of sportverenigingen, die het volledige systeem nog steeds toepassen. De filosofie blijft populair bij voorstanders van functionele training en natuurlijke beweging.

## Filosofie
Naast het fysieke aspect benadrukt Hébertisme ook het belang van karaktervorming, altruïsme, discipline en samenwerking. Hébert vond dat lichamelijke kracht niet enkel voor het individu, maar ook ten dienste van de gemeenschap moest staan.